# Permethrin
Permethrin ist ein Insektizid und Akarizid aus der Gruppe der Pyrethroide. Es wirkt als Kontakt- und Fraßgift; sein Wirkungsspektrum ist sehr breit. Permethrin wurde von der Arbeitsgruppe um Michael Elliott vom Rothamsted Research für die britische National Research Development Corporation (NRDC) entwickelt und ist seit etwa 1977 im Handel. Es ist ein Typ-I-Pyrethroid, hat also keine Cyano-3-phenoxybenzyl-Gruppe.
Permethrin zählt zu den unentbehrlichen Arzneimitteln der Weltgesundheitsorganisation (WHO).

## Einsatzgebiete

### Humanmedizin
Beim Menschen wirkt Permethrin gegen ausgewachsene Läuse und ihre Nissen. Es gilt als besser verträglich als natürliche Pyrethrum-Extrakte oder Lindan-haltige Präparate. Bei einer Studie in Dänemark waren jedoch die meisten Läuse resistent gegen Permethrin (und Malathion).
Seit 2004 ist Permethrin in Deutschland als Mittel gegen die Krätze (Scabies) zugelassen. Hier gilt es als wirksamer und verträglicher Wirkstoff.
Weiterhin findet Permethrin in Form von 5%iger Creme Anwendung bei Rosazea.
Weiters wird Permethrin als Mittel gegen Zecken oberflächig an der Kleidung eingesetzt, vor allem von Personen, welche sich länger in Bereichen mit höherer Zeckenbelastung aufhalten. Beispiele dafür sind Wanderer und Teilnehmer von Trekkingtouren oder die Beschäftigen in der Forstwirtschaft und bei Straßenmeistereien. Für diesen Anwendungsbereich gibt es auch mit Permethrin imprägnierte Arbeitskleidung, welche zu der persönlichen Schutzausrüstung (PSA) zählt.

### Tiermedizin
Die Tiermedizin verwendet Permethrin als Spot-on-Wirkstoff zur Bekämpfung von Läusen, Flöhen, Milben und Zecken in Pudern, Sprays, Shampoos, Emulsionen und Lösungen. Richtig angewandt, werden damit zum Beispiel sämtliche Flöhe eines Tieres innerhalb einer Stunde abgetötet, wobei die Wirkung zwischen zwei Wochen und fünf Monaten anhalten kann. Permethrin kann aber auch in vorbeugend anzuwendenden Produkten wie Ohrmarken, Halsbändern etc. enthalten sein, bei denen die abstoßende, einen Fuß-Rückzieh-Effekt (→ Repellent) auslösende Wirkung des Permethrins auf Insekten überwiegt. Bei der Braunen Hundezecke wurden allerdings bereits Resistenzen gegenüber dem Wirkstoff beobachtet.

#### Toxizität bei Katzen
Anders als bei Hunden dürfen permethrinhaltige Spot-on-Produkte keinesfalls bei Katzen verwendet werden, da diesen das zum Abbau des Wirkstoffs notwendige Enzym Glucuronidase-Transferase fehlt und es daher für diese Tiere viel toxischer als für andere Warmblüter ist. Typische Vergiftungssymptome durch Permethrin bei Katzen sind zentralnervöse Symptome wie Zittern, starker Speichelfluss, Krämpfe, Atemnot, aber auch Erbrechen, Durchfall sowie Fieber oder Untertemperatur. Versehentlich aufgetragene permethrinhaltige Lösungen sollten deshalb sofort mit milden Detergenzien ausgewaschen und anschließend umgehend ein Tierarzt aufgesucht werden.

### Land- und Forstwirtschaft
Die Zulassung des Wirkstoffs Permethrin für den Pflanzenschutz wurde von der EU-Kommission im Jahre 2000 aufgehoben. In Deutschland, Österreich und der Schweiz ist Permethrin nicht mehr als Pflanzenschutzmittel zugelassen.

#### Holzschutz
Im Bauwesen wird Permethrin als vorbeugendes oder bekämpfendes Holzschutzmittel gegen holzzerstörende Insekten wie z. B. den Hausbockkäfer oder den Gewöhnlichen Nagekäfer verwendet.

### Einsatz in Flugzeugen
Einige Airlines wie die South African nutzen Permethrin im Regelabstand von acht Wochen und in Konzentrationen von 2 % und auch bei Anwesenheit von Passagieren in der Kabine zur Bekämpfung von Insekten; Die Anwendung von Permethrin erfolgt dabei nach Empfehlungen der Weltgesundheitsorganisation (WHO). Das deutsche Bundesinstitut für Risikobewertung lehnt grundsätzlich einen Einsatz von Pyrethroiden bzw. Permethrin in Flugzeugkabinen wegen möglicher gesundheitlicher Komplikationen und der (jahrelangen) Beständigkeit der Wirkstoffe ab und empfiehlt die Ausbringung von Kurzzeit-Giftstoffen, die sich binnen weniger Tage abbauen bzw. durch Reinigungsmittel leicht entfernbar sind.

### Vorkommen und Einsatz in Haushalten
Textilien und Teppiche
Als Schutz vor Kleidermotten und dem Teppichkäfer wird Permethrin teilweise zum Ausrüsten von Wollteppichen verwendet. Mit dem Teppichabrieb gelangt es dann in den Hausstaub. Das Bundesinstitut für Risikobewertung konnte im Rahmen einer Studie kein gesundheitliches Risiko durch mit Permethrin ausgerüstete Teppiche erkennen.
Mit Permethrin imprägnierte Textilien sollen ihre Träger vor gefährlichen Insekten und Parasiten schützen. Bei Auslandseinsätzen der Bundeswehr tragen die Soldaten damit behandelte Uniformen.
Die Verwendung von mit Permethrin behandelten Moskitonetzen gilt als guter Schutz vor Malaria.
Schädlingsbekämpfung in Innenräumen
Das Fraunhofer-Institut für Toxikologie untersuchte Ende der 1990er Jahre die Innenraumpersistenz mehrerer Schädlingsbekämpfungsprodukte, die Pyrethroide vom Typ I und Typ II bzw. den Synergisten Piperonylbutoxid enthielten. Die Konzentrationen der Wirkstoffe wurden in der Gasphase, auf Schwebeteilchen, Hausstaub und auf Möbeloberflächen über einen Zeitraum von 24 Monaten überwacht. Permethrin wurde nur in der Gasphase unmittelbar nach der Anwendung nachgewiesen. Hohe Konzentrationen von Permethrin wurden an Schwebeteilchen direkt nach der Anwendung gefunden. Diese Konzentration nahm innerhalb von zwei Tagen schnell ab, in den folgenden 24 Monaten konnte hingegen eine wesentlich langsamere Abbaurate beobachtet werden. Im Hausstaub nahm das Konzentrationsniveau innerhalb der ersten 12 Monate ab, blieb aber von da an fast konstant, was eine langanhaltende Belastung von Innenraumflächen hindeutet.
Eine Studie aus dem Jahr 2019 zeigt, dass Permethrin, das sowohl in einem Versuchshaus als auch unter Laborbedingungen ausgebracht wurde, innerhalb von 112 Tagen nach einer Schädlingsbekämpfung um etwa 10 % abgebaut wird, was auf eine vergleichbare Persistenz des Wirkstoffs unter Innenraumbedingungen hinweist. Eine neuere Untersuchung der amerikanischen Umweltschutzbehörde EPA zeigt eine fast unveränderte Beständigkeit von auf unterschiedliche Oberflächen aufgetragenem Permethrin bei Dunkelheit über 140 Tage. Unter simuliertem Innenraumlicht sank die Permethrin-Belastung mit einer Halbwertszeit von 286 Tagen nur langsam.
Das Bundesinstitut für Risikobewertung empfiehlt, dass Schädlingsbekämpfungsmittel nicht oder allenfalls in Ausnahmefällen durch Laien angewendet werden sollten. Der Einsatz sollte professionell geschulten Schädlingsbekämpfern vorbehalten sein.

### Dekontamination
Der Erfolg einer Dekontamination von Permethrin hängt von der Oberflächenbeschaffenheit, dem Reinigungsmittel sowie der Reinigungstechnik ab. Glatte Oberflächen wie Fliesen lassen sich tendenziell besser dekontaminieren als Kunststoff- oder Holzflächen. Poröse und besonders saugstarke Materialien bzw. Oberflächen wie Teppichböden, Tapeten oder Kleidung sind schlecht zu dekontaminieren.
Gut geeignet sind Hochdruck- bzw. Niederdrucksprüh- und Extraktionsreinigungsgeräte, mit denen die Reinigungsflotte aufgetragen und das kontaminierte Schmutzwasser von der Oberfläche abgesaugt werden kann. In der Regel konnte bei einmaligen Reinigungsvorgängen eine Permethrin-Reduktion von mindestens 85 % (ohne Berücksichtigung des in die Materialien migrierten Wirkstoffs) erreicht werden. Bioindikationstests unter Einsatz von Fliegen zeigten hingegen, dass auch bei starken Wirkstoffreduktionen auf Oberflächen teils noch hohe Mortalitätsraten der Insekten zu beobachten waren.

## Stereochemie
Permethrin hat aufgrund der zwei Stereozentren im Cyclopropan-Ring vier Stereoisomere (zwei Enantiomerenpaare). Das trans-Enantiomerenpaar ist als Transpermethrin bekannt.

(1S,3R)-trans-Enantiomer
(1R,3S)-trans-Enantiomer
(1S,3S)-cis-Enantiomer
(1R,3R)-cis-Enantiomer

## Wirkungsweise bei Insekten
Insekten nehmen Permethrin über die Körperoberfläche auf, es verteilt sich dann im ganzen Insektenkörper. Es ist ein Nervengift und führt dazu, dass sich die Na+-Kanäle der Nervenzellen nicht mehr schließen. Na+-Ionen strömen ungehindert in das Zellinnere hinein und es kommt zu unkontrollierbaren Nervenimpulsen. Dies führt zunächst zu Erregungszuständen mit Krämpfen, dann zu Koordinationsstörungen und schließlich zu einer Lähmung. Das Insekt ist innerhalb weniger Minuten bewegungsunfähig, man spricht von einem „Knock-Down“-Effekt. Der Tod tritt erst nach einiger Zeit ein. Bei nicht ausreichender Dosis können viele der betroffenen Insekten Permethrin enzymatisch entgiften und erholen sich wieder. Durch Zusatz von Synergisten wie Piperonylbutoxid kann der enzymatische Abbau verhindert werden.

## Analytik
Zur zuverlässigen Bestimmung von Permethrin eignen sich nach angemessener Probenvorbereitung die HPLC und die Gaschromatographie in Kopplung mit der Massenspektrometrie. Die Methodik eignet sich auch zum Nachweis von Permethrin in Eiern und in verfälschten Gewürzen, wie beispielsweise Oregano.

## Toxikologie
Permethrin hat für Warmblüter eine geringe akute Toxizität. Das cis-Isomer ist bei der Maus (intravenös und oral verabreicht) um den Faktor 10 toxischer als das trans-Isomer. Daher hängt die Giftigkeit eines Permethrin-Präparats auch vom cis:trans-Mischungsverhältnis ab. Über den Magen-Darm-Trakt wird Permethrin vergleichsweise schlecht aufgenommen. In Öl gelöst ist oral verabreichtes Permethrin um den Faktor 10 giftiger als wenn es mit Wasser gegeben wird. Die LD50 bei der Ratte wird bei oraler Gabe, einem cis:trans-Mischungsverhältnis von 40:60 und gelöst in Maisöl mit 400 mg/kg Körpergewicht angegeben. Permethrin wird im Körper durch Hydrolyse rasch abgebaut. Im Tierversuch wirkte sich die Substanz nicht negativ auf den Verlauf von Schwangerschaften aus und verursachte keine Fehlbildungen beim Nachwuchs.
Im Rahmen der Wirkstoffprüfung gemäß der EU-Biozid-Verordnung wurde 2014 Permethrin mit dem Ergebnis bewertet, dass der Stoff kein genotoxisches und kanzerogenes sowie kein reproduktions- und entwicklungstoxisches Potenzial besitzt. Die US-Umweltbehörde EPA hat Permethrin bei oraler Aufnahme als wahrscheinlich krebserregend eingestuft. Dies geschah aufgrund reproduzierbarer Studien mit Mäusen, die nach Fütterung mit Permethrin Lungen- und Lebertumore entwickelten.
Beim Menschen kann es je nach Form des Kontakts mit Permethrin zu unterschiedlichen Beschwerden kommen. Beim Kontakt mit der Haut kann es an der betroffenen Stelle zu Reizungen und Juckreiz kommen. Diese Symptome dauern selten mehr als 24 Stunden. Die Inhalation kann Kopfschmerzen, Nasen- und Atemreizungen, Atembeschwerden, Schwindel, Übelkeit oder Erbrechen verursachen. Die Einnahme kann zu Halsschmerzen, Bauchschmerzen, Übelkeit und Erbrechen führen. In den 1990er-Jahren wurden diverse Fälle von Permethrin- bzw. Pyrethroid-Vergiftungen samt damit verbundenen Langzeitschäden am menschlichen Nervensystem gemeldet, unter anderem in TV-Beiträgen: Zum einen basierten solche Fälle auf Überdosierungen sowie wiederholtem Einsatz der toxischen Substanzen, zum anderen aber auch auf Fehlanwendungen, wie etwa dem Einsprühen von Teppichen, Sitz- und Schlafplätzen.
Permethrin wird in der Leber oxidativ abgebaut und rasch ausgeschieden. Bei gleichzeitiger Aufnahme des Synergisten Piperonylbutoxid wird der oxidative Abbau verzögert.
Bisher liegen keine Angaben und wissenschaftliche Studien zu toxikologischen Langzeitfolgen vor.

## Umweltwirkungen
Permethrin kann durch harte Ultraviolettstrahlung (UV-C) zersetzt werden. In natürlicher Umgebung durch Sonnenlicht erfolgt dadurch kaum eine Zersetzung, da Sonnenlicht auf der Erdoberfläche keinen nennenswerten UV-C Anteil aufweist. Hersteller und Studien bewerten diesen Effekt daher als bedeutungslos. Im Boden bindet es an Tonminerale und Humusbestandteile, seine Halbwertszeit beträgt hier etwa 30 Tage. Auf den Oberflächen von Pflanzen beträgt die Halbwertszeit etwa 10 Tage. Für Vögel ist Permethrin nur gering giftig, für Fische ist es hingegen stark toxisch. Im Laborversuch ist Permethrin für Bienen sehr giftig.

## Handelsnamen
Weltweit: Ambush
Monopräparate
InfectoPedicul (D), NoBite (D, A), Infectoscab (D, A), Loxazol (CH)
Tiermedizin: Advantix (A), Defendog (CH), Duowin (A), exspot (CH, D), Fletic (D), Permit (CH), Preventic¹ Spot-on Permethrin (D), Pulvex Spot (F, NL)

¹ mit dem Namen Preventic vertreibt Virbac ein anderes Produkt, das Amitraz enthält
Kombinationspräparate
- mit Cypermethrin: Contra Insect (D)
- mit Piperonylbutoxid (PBO): Ardap Ungezieferspray, Ardap Silberfischspray, Ardap Floh Fogger, diverse Gerobug Produkte, Indorex Defence Fogger, Trixie Fogger (Flöhe / Ungeziefer)
- mit Tetramethrin: Rubin Insektenspray (D), Ida Fogger
- mit Pyriproxyfen: Ardap Langzeit Flohspray und Ardap Fogger (D)